# سفيند كنودسن
سفيند كنودسن (18 يناير 1896 – 28 يناير 1989) كان لاعب كرة قدم دنماركي. لعب في ست مباريات لصالح منتخب الدنمارك لكرة القدم من عام 1918 إلى عام 1919.